# Wim Speelman

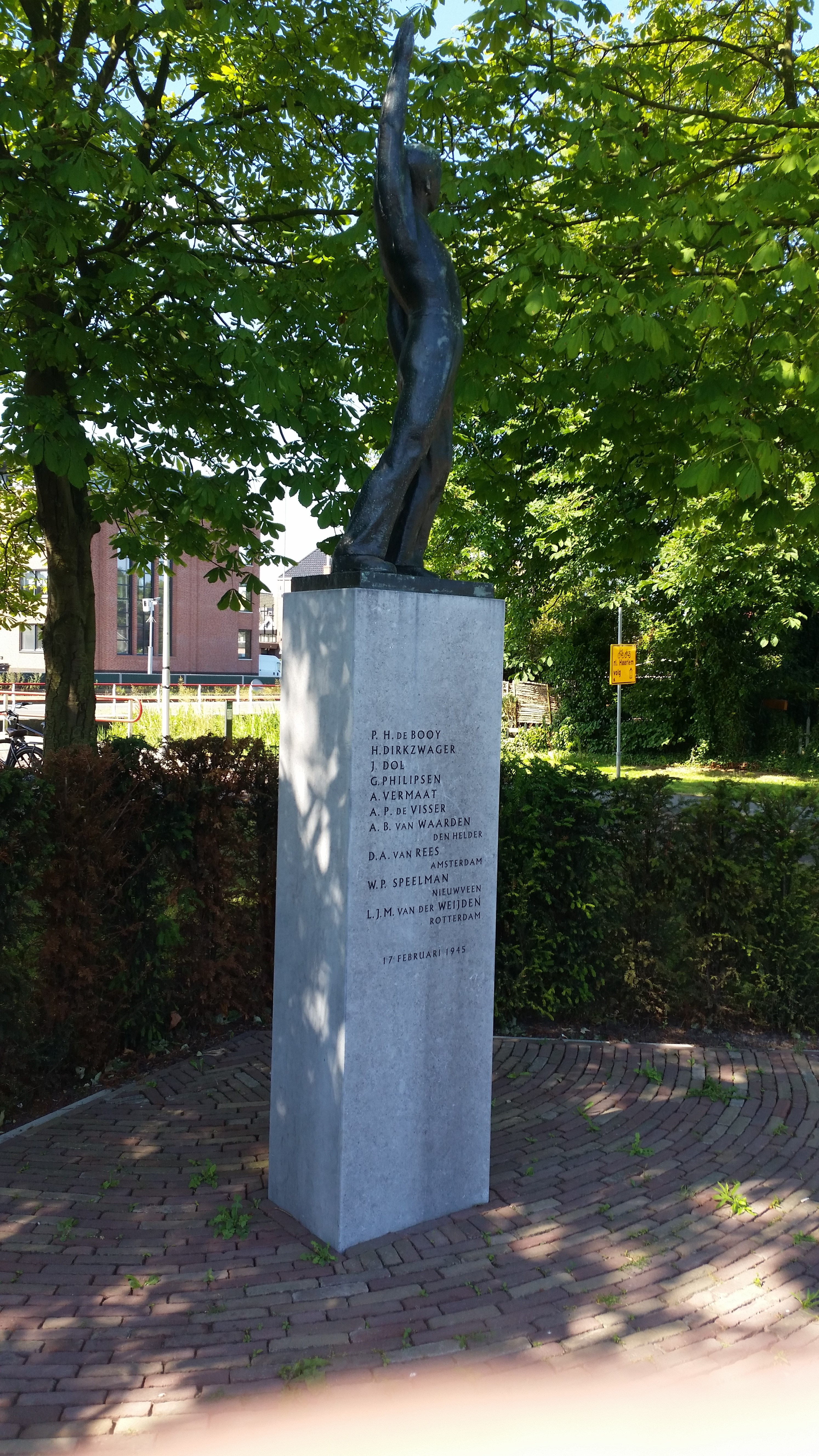
Mahnmal in Halfweg zur Erinnerung an zehn Männer, darunter Wim Speelman, die am 17. Februar 1945 von den deutschen Besatzern hingerichtet wurden

Willem Pieter Speelman (* 20. Januar 1919 in Sellingen; † 17. Februar 1945 in Halfweg) war ein niederländischer Widerstandskämpfer gegen die deutsche Besatzung des Landes. Er war Mitarbeiter der illegalen Zeitung Vrij Nederland und Mitbegründer der Untergrund-Zeitung Trouw.

## Biographie
Wim Speelman war der Sohn eines reformierten Pfarrers. Später zog die Familie nach Nieuwveen in Südholland, wo der Vater eine neue Stelle als Pastor angetreten hatte. Dort schloss Wim Speelman Freundschaft mit Anne Hendrik Kooistra (1919–1942). Er besuchte das Gereformeerd Gymnasium in Amsterdam und war bei Kriegsausbruch Student der Wirtschaftswissenschaft an der Vrije Universiteit Amsterdam.
Bereits am 29. Juni 1940, kurz nach dem Überfall der deutschen Wehrmacht auf die Niederlande, veröffentlichten Speelman und Kooistra das Rundschreiben des Komitees „In Verdrukking Eén“, das zum Widerstand aufrief. Da ihnen offenbar nicht klar war, in welche Gefahr sie sich brachten, unterzeichneten sie die Veröffentlichung mit ihrem eigenen Namen:

“Ieder die het onrecht zonder protest verdraagt, is schuldig.

Ieder die zijn materiële belangen stelt boven de uitspraak van zijn geweten, is schuldig.

Ieder die uit egoïsme onze goede zaak veronachtzaamt, verraadt haar min of meer en is schuldig.

Lauwheid, banghartigheid, halfslachtigheid: deze dingen zullen ons volk hun plaats onder de volkeren doen verliezen …

Elke opoffering, elke inspanning is winst en een stap in de richting van onze bevrijding.”

„Jeder, der Unrecht ohne Protest erträgt, ist schuldig.

Jeder, der seine materiellen Interessen über das Urteil seines Gewissens stellt, ist schuldig.

Jeder, der aus Egoismus unsere gute Sache vernachlässigt, sie mehr oder weniger verrät, ist schuldig.

Feigheit, Feigheit, Halbherzigkeit: diese Dinge werden dazu führen, dass unser Volk seinen Platz unter den Nationen verliert …

Jedes Opfer, jede Anstrengung ist ein Gewinn und ein Schritt zu unserer Befreiung.“

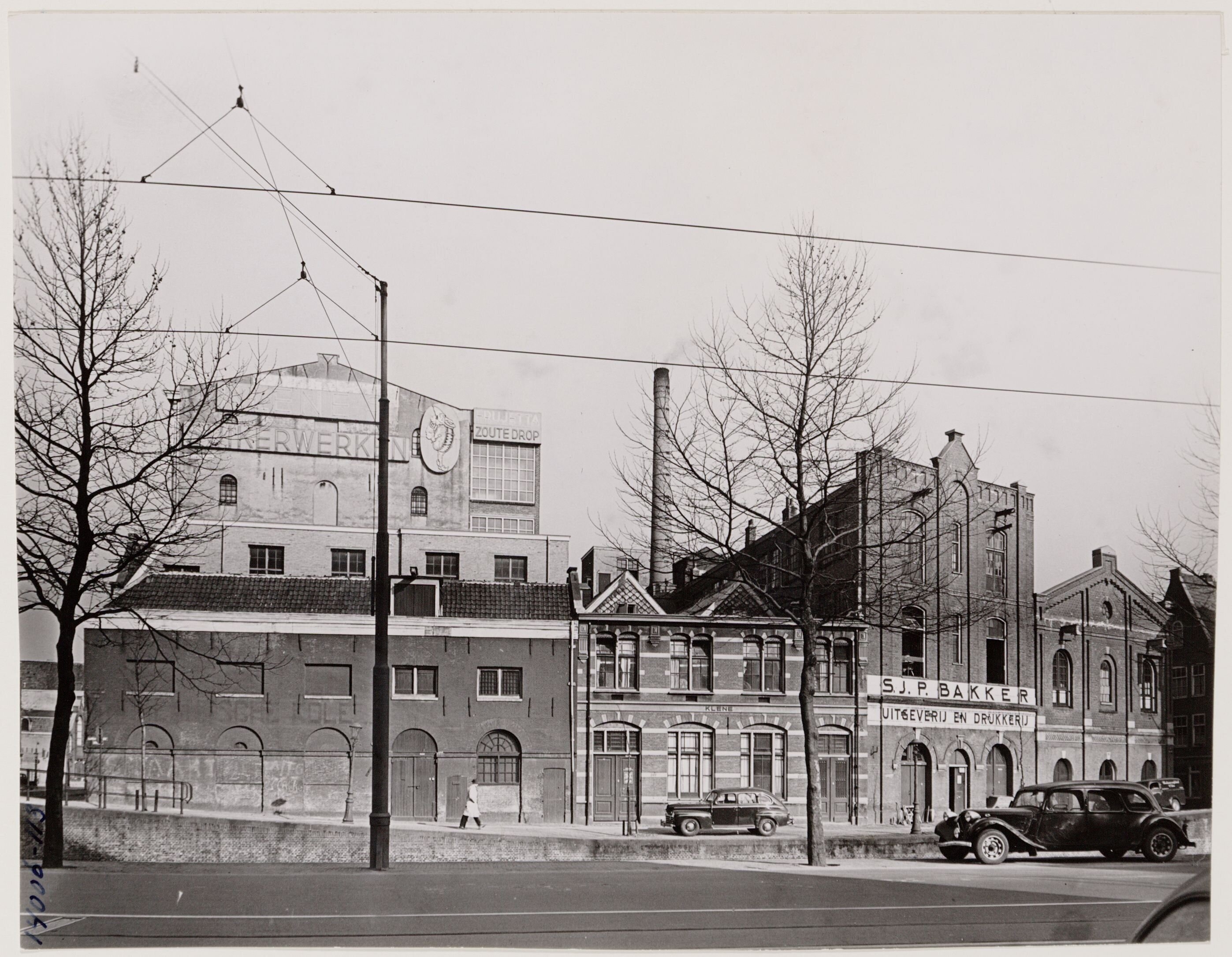
Das Gebäude von S.J.P. Bakker (1953) in Amsterdam, wo Trouw gedruckt wurde

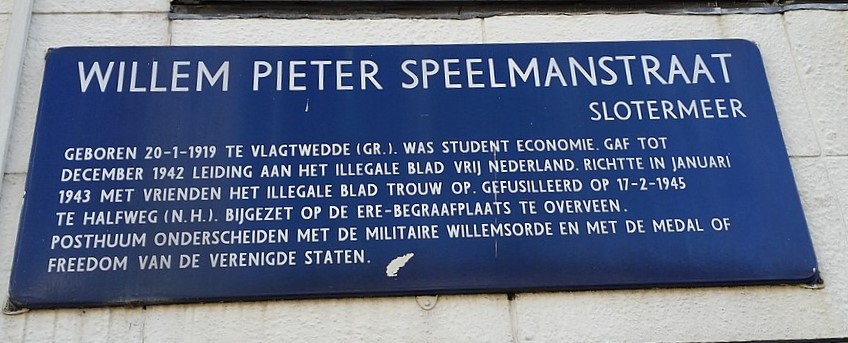
Straßenschild in Slotermeer

Die erste Ausgabe der Untergrundzeitung Vrij Nederland erschien am 31. August 1940, dem Geburtstag von Königin Wilhelmina, mit einer Auflage von 130 Exemplaren. Speelman half beim Vertrieb. Im Februar 1941 wurde einer der Mitarbeiter vom Sicherheitsdienst (SD) mit fünf Exemplaren in der Tasche verhaftet, anschließend wurden im März/April 1941 insgesamt 65 Personen gefangen genommen. Speelman und Kooistra holten daraufhin den späteren Chefredakteur Henk van Randwijk in die Reaktion. Anne Hendrick Kooistra wurde am 1. September 1941 verhaftet, als er in Delfzijl Einrichtungen der Wehrmacht ausspionierte. Er starb am 4. August 1942 im KZ Groß-Rosen.
Am 9. Dezember folgte die Verhaftung von Speelman und Thies Jansen; sie wurden zunächst in das Oranjehotel in Scheveningen verlegt, dann wurde Speelman in das Lager Haaren gebracht. Am 30. Dezember 1942 gelang ihm die Flucht, indem er ein Fenster einschlug; dabei verletzte er sich schwer am Rücken.
1943 trennten sich Speelman und seine Kollegen Sieuwert Bruins Slot und Gezina van der Molen von der Gruppe um Vrij Nederland, weil sie mit der Ausrichtung der Zeitung nicht mehr einverstanden waren, die sich ihrer Meinung nach zu sehr nach links entwickelte. Die drei gründeten die neue Widerstandszeitung Trouw mit konservativ-christlicher Ausrichtung. Speelman spielte eine entscheidende Rolle im Vertrieb von Trouw, ebenso seine Freundin Willemiena Bouwman, die den Spitznamen „Mien van Trouw“ trug.
Am 29. Januar 1945 besuchte Speelman die Druckerei S.J.P. Bakker in Amsterdam, wo Trouw gedruckt wurde. Nachdem er dort seine Handschuhe vergessen hatte, kehrte er zurück, als der SD eine Razzia durchführte. Ein Angehöriger des SD erkannte ihn, und er wurde erneut verhaftet. Trotz der Verhörmethoden des SD gab er keine Informationen preis. Er wurde auf die Liste der Todeskandidaten gesetzt, die zur Vergeltung von Widerstandsaktionen hingerichtet werden sollten. Am 17. Februar wurden er und neun weitere Männer in der Nähe von Halfweg zur Vergeltung eines Anschlags auf die Eisenbahnstrecke Haarlem-Amsterdam erschossen. Er wurde 26 Jahre alt.
Nach dem Krieg wurden Wim Speelmans sterbliche Überreste auf dem Ehrenfriedhof Bloemendaal beigesetzt. Posthum erhielt er das Verzetskruis 1940–1945. In Nieuwveen, dem Wohnort von Wim Speelman, wurde der damalige Stationsweg in W.P. Speelmanweg umbenannt. Darüber hinaus wurden unter anderem in Zwijndrecht und im Amsterdamer Stadtteil Slotermeer Straßen nach ihm benannt.